# لويد إيفانز (عالم وظائف الأعضاء)
لويد إيفانز (بالإنجليزية: Lloyd Evans)‏ هو عالم وظائف الأعضاء أسترالي، ولد في 6 أغسطس 1927، وتوفي في 23 مارس 2015.